# Jo Duffy
Mary Jo Duffy (nacida el 9 de febrero de 1954)  es una editora y escritora de cómics estadounidense, conocida por su trabajo para Marvel Comics en la década de 1980 y DC Comics e Image Comics en la década de 1990.

## Biografía
Originaria del área de la ciudad de Nueva York, Duffy asistió al Wellesley College. Cuando era joven, se publicaron algunas de sus cartas en las columnas de cartas de Marvel Comics a mediados de la década de 1970. Hizo una aparición en un cómic como buscadora de autógrafos en Iron Man #103 (octubre de 1977). Su primer crédito como editora apareció en la portada de The Defenders #61 de julio de 1978. 
Su trabajo de escritura para Marvel, que comenzó como asistente de Archie Goodwin, incluyó Conan el Bárbaro, Ángeles caídos, Power Man y Iron Fist, Star Wars, Wolverine, y una biografía de San Francisco de Asís, Francis, Brother of the Universe. Su etapa en Power Man y Iron Fist fue la más larga y exitosa de la serie, y se destacó por utilizar un enfoque desenfadado y jocoso en un momento en el que Marvel estaba impulsando historias más oscuras y serias.
En la década de 1990, trabajó para otras editoriales, incluida DC Comics, donde escribió los primeros 14 números de Catwoman. Para el sello Extreme Studios de Image Comics de Rob Liefeld, escribió todos los números de la primera serie Glory, entre marzo de 1995 y abril de 1997, los últimos seis de los cuales fueron publicados por Maximum Press de Liefeld después de su salida de Image. También trabajó en los guiones de las películas de terror Puppet Master 4 (1993) y Puppet Master 5 (1994) para Full Moon Features.
A principios de la década de 2000, coescribió el último número de Defenders vol. 2 para Marvel Comics y los seis números de la serie de seguimiento The Order con Kurt Busiek, mientras trabajaba en una empresa de servicios financieros en el Bajo Manhattan. Su trabajo en esa empresa incluía la planificación de reuniones, la edición, la corrección de pruebas y el empaquetado de un cómic publicado por la empresa. De 2003 a 2006, también escribió las adaptaciones del guion en inglés de Naruto para Viz Media.
Actualmente trabaja como recepcionista en la Oficina de Inmigración de Estados Unidos en Nueva York y ha estado en gran medida ausente de la escena editorial. Hizo múltiples anuncios en su página de Facebook de que creó una nueva compañía para autopublicar su trabajo e incorporó Armin Armadillo Publishers en 2008. Desde 2013, la empresa figura como inactiva.

### Aria Press
- A Distant Soil (historia de respaldo) #2, 9 (1992–1994)

### Beyond
- Writer's Black 2003 (2003)

### Blue Sky Blue (autoeditado)
- Nestrobber # 1–2 (1992–1994)

### Claypool Comics
- Elvira: Mistress of the Dark #1–6, 111 (1993, 2002)

### Dark Horse Comics
- Dark Horse Presents #56, 58, 67–69 (1991–1993)

### DC Comics
- 9-11: The World's Finest Comic Book Writers & Artists Tell Stories to Remember, Volume Two
- Batman #413 (1987)
- Batman Black and White #4 (1996)
- Catwoman #1–14 (1993–1994)
- Detective Comics #582 (1988)

### Eclipse Comics
- Night Music #3 (1985)

### Image Comics
- Bloodpool #2, Especial #1 (1995-1996)
- Glory #1–15, #0 (1995–1996)
- Glory/Celestine: Dark Angel #1 (1996)

### Marvel Comics
- Akira #1–37 (adaptación al inglés) (1988–1996)
- The Amazing Spider-Man #278 (1986)
- Bizarre Adventures #27–28 (1981)
- Chuck Norris: Karate Kommandos #1–3 (1987)
- Classic X-Men #18, 20 (Historias de respaldo) (1988)
- Conan the Barbarian #146 (1983)
- Daredevil #157 (1979)
- Defenders #69 (1979)
- Defenders vol. 2 #12 (con Kurt Busiek) (2002)
- Doom 2099 #25 (1995)
- Epic Illustrated #18–19, 21, 25, 30 (1983–1985)
- Fallen Angels #1–8 (1987)
- Francis, Brother of the Universe #1 (1980)
- Heroes for Hope Starring the X-Men #1 (1985)
- The Incredible Hulk Annual #11 (historia de apoyo) (1982)
- Kickers, Inc. #3 (con Tom DeFalco) (1987)
- Marvel Comics Presents #14, 42, 56 y 80 (1989–1991)
- Marvel Fanfare #10–11, 14, 38 y 50 (1983–1990)
- Marvel Graphic Novel: The Punisher Assassins' Guild (1989)
- Marvel Graphic Novel: Willow (1988)
- Marvel Super-Heroes vol. 2 #5–6 (con Steve Ditko) (1991)
- Marvel Team-Up'_ #125 (Doctor Strange y la Bruja Escarlata) (1983)
- Marvel Treasury Edition #24 (historia de apoyo de Hércules), #26 (historia de apoyo de Hércules y Lobezno) (1980)
- Marvel Two-in-One #49 (La Cosa y Doctor Strange) (1979)
- Memories one-shot (Adaptación al inglés) (1992)
- Moon Knight vol. 2 #5 (1985)
- The Order #1–6 (con Kurt Busiek) (2002)
- Power Man and Iron Fist #56–84 (1979–1982)
- The Saga of Crystar, Crystal Warrior #1–11 (1983–1985)
- Savage Sword of Conan #83 (1982)
- Speedball #3, 5–10 (1988–1989)
- Star Wars #24, 70–77, 79–82, 85, 87–88, 90–97, 99–107, Annual #3 (1979–1986)
- Uncanny X-Men Annual #8 (con Chris Claremont) (1984)
- What If...? #27 (X-Men), #34 (1981–1982)
- Wolverine vol. 2 #25–30 (1990)
- X-Factor Annual #2 (1987)

### Maximum Press
- Glory #17–22 (1996–1997)
- Glory/Celestine: Dark Angel #3 (1996)

### Viz Media
- Naruto #1–10 (adaptación al inglés) (2003–2006)

### WaRP Graphics
- Elfquest #21 (artículo de texto) (1985)